# 김구 (드라마)
《김구》(金九)는 독립운동가 백범 김구의 생애를 다룬 광복 50주년 기념드라마로, KBS 1TV에서 1995년 8월 5일부터 1995년 9월 24일까지 총 16부작으로 방영된 KBS 1TV 대하드라마다. 1997년에는 3부작으로 편집되어 다큐 드라마 《백범 김구》로 방영되었다.

## 등장 인물
- 김상중 : 청년 김구 역
- 조상건 : 장년 이후 김구 역
- 심양홍 : 김구의 아버지 김순영 역
- 임동진 : 안중근의 아버지 진사 안태훈 역
- 박규채 : 고능선 역
- 이일웅 : 김치경 역
- 기정수 : 이동엽 역
- 정원중 : 의병 동료 역 / 동료의 동생 역
- 이청 : 손병희 역
- 이종만 : 최시형 역
- 양영준 : 오응선 역
- 이정웅 : 와타나베 역
- 이계인 : 와타나베의 아들 역
- 이창환 : 엄항섭 역
- 이종만 : 이재정 역
- 정욱 : 이승만 역
- 이호재 : 이동휘 역
- 예수정 : 명성황후 역
- 이성경 : 최준례 역
- 신혜수 : 여옥 역
- 권병길 : 신채호 역
- 이신재 : 이강훈 역
- 이대로 : 이시영 역
- 김재건 : 이완용 역
- 이낙훈 : 김가진 역
- 백준기 : 김원봉 역
- 김해권 : 신규식 역
- 김영기 : 김홍일 역
- 민욱 : 안창호 역
- 정형기 : 이봉창 역
- 차광수 : 윤봉길 역
- 전국환 : 박찬익 역
- 임호 : 나석주 역
- 박진성 : 심훈 역
- 태민영 : 이광수 역
- 최명수 : 이동녕 역
- 장순국 : 현익철 역
- 이문수 : 지청천 역
- 임대호 : 안공근 역
- 이한위 : 김좌진 역
- 김명곤 : 이범석 역
- 권혁호 : 김의환 역
- 김미정 : 정정화 역
- 양재성 : 장택상 역
- 이운우 : 조경환 역
- 한근욱 : 조소앙 역
- 이창환 : 엄항섭 역
- 김봉근 : 조완구 역
- 황준욱 : 장준하 역
- 조재훈 : 이풍식 역
- 김영석 : 선우진 역
- 김하균 : 옥관빈 역
- 정진각 : 안두희 역
- 이두섭 : 이승만 비서 역
- 서상익 : 김창룡 역
- 이인철 : 장은산 역
- 박영지 : 김지웅 역
- 김수일 : 원용덕 역
- 김윤형 : 채병덕 역
- 박영태 : 홍영기 역
- 정운용 : 권중희 역
- 서희승 : 권중수 역
- 이정구 : 김종만 역
- 오영수 : 허정 역
- 김정태 : 신성모 역
- 정상철 : 김준연 역
- 양형호
- 박칠용 : 노덕술 역
- 나기수 : 전봉덕 역
- 박윤배 : 조용진 역
- 유병준 : 변수환 역
- 차기환 : 신형식 역
- 김시원 : 형사 역
- 김하균 : 기자 역
- 김태형
- 황준욱
- 장정국 : 장흥 포병사령관 역
- 홍륜의
- 양재만

## 참고 사항
- 김상중이 맡았던 청년 김구 역은 당초 이종원이 물망에 올랐으나 시대물인 점과 연기력 부족 탓인지 스스로 포기했다.[2]
- 이 드라마 이후 KBS 대하드라마는 2007년 봄 개편 전까지 대부분 주말 오후 9시 45분에 방영되었다.
- 해당 드라마에서 이승만 전 대통령 역을 맡은 정욱은 2007년에 다단계 사기 혐의로 자신의 아들과 함께 유죄 판결을 받음에 따라 KBS의 출연 정지 연예인 명단에 올랐다. 이에 따라 KBS미디어는 해당 드라마의 복사 판매를 금지시켰다.
- 이승만 전 대통령의 양아들인 이인수 전 명지대 교수 등 4명은 해당 드라마가 이승만의 명예를 훼손했다며 KBS의 홍두표 사장을 비롯한 KBS 드라마운영팀의 윤흥식 CP 등 3명을 '사자의 명예훼손과 국가보안법 위반 혐의'로 서울지검에 고소했다.[3]